# Icterus mesomelas
Icterus mesomelas là một loài chim trong họ Icteridae.